# Universum Film AG
УФА (UFA (Німецька: [ˈuːfa] ( прослухати)), «Universum Film AG», Deutsche Film-Aktiengesellschaft) — німецька медіакомпанія, що спеціалізується на випуску кіно- та телевізійної продукції.

## Передісторія студії
Історія кіностудії бере початок з 1910 року. Нова студія була названа «Кіностудія Бабельсберг» (див. Бабельсберг) і стала однією з найбільших студій у Європі. Першим фільмом кіностудії стала картина «Танок мертвих».
У 1917 році на базі студії було організовано акціонерне товариство «UFA: Універсум Фільм Акцієнгезельшафт». У листопаді 1918 року рейхсвер у союзі з видатними фінансистами, промисловцями і власниками корабельних верфей видав постанову, згідно з якою при фінансовій підтримці декількох приватних банків, в тому числі Дойче банк, об'єдналися в кіноконцерн УФА, офіційна місія якого полягала в тому, щоб прославляти Німеччину згідно з урядовими директивами.
Незабаром після свого заснування УФА стала відігравати таку ж значну роль у Німеччині, як фірма «Пате» у Франції. Власники компанії робили ставку на найкращих діячів кіно, щоб завоювати, після настання миру, гегемонію на європейському кіноринку. УФА побудувала в Берліні найсучасніші в Європі кіностудії. Керівники нової фірми затвердили план випуску великих і дуже дорогих кінотворів в італійському дусі; одночасно вони відкрили по усій Німеччині великі розкішні зали для глядачів.

## 1920-і роки
Після поразки Німеччини в Першій світовій війні кіностудія деякий час не функціонувала. У середині 1920-х років американські кінопромисловці спробували отримати контроль над студією «УФА». Цю спробу було відвернено в 1927 році медіамагнатом Альфредом Гугенбергом, який отримав контрольний пакет акцій студії, хоча і після цього вона залишалася в економічній залежності від «Парамаунт» і «Метро-Голдвін-Майєр» (MGM). УФА отримала від американців позику в розмірі 17 мільйонів марок, однією з умов для якої був прокат у 20 кінотеатрах, що належали студії, американських фільмів. Наслідком цього стало те, що власна німецька програма фактично скоротилася наполовину.
У 1926 році в Бабельсберзі будується новий знімальний павільйон. У 1929 році Альфред Гугенберг погасив усі борги, що мала студія, після чого вона могла розвиватися. У найкоротші терміни були створені павільйони для звукових зйомок, було засновано декілька дочірніх підприємств; фільми, зняті студією, пішли в національний прокат.

## 1930–1940 роки

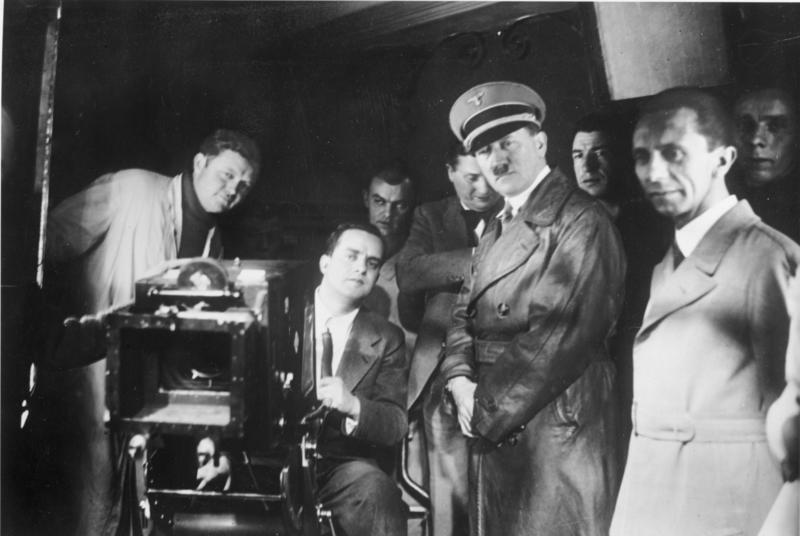
Гітлер і Геббельс під час зйомок на UFA у 1935 р.

Зі 137 фільмів, знятих студією УФА у 1931 році, 46 були орієнтованими на закордон, що принесло студії 30 мільйонів рейхсмарок прибутку. Створені з самого початку багатомовними, фільми студії охочіше придбавалися європейськими країнами, ніж американські кінострічки. Уся продукція УФА умовно поділялася на дві категорії: комерційні стрічки і так звані фільми престижу. Всесвітній успіх таких кінострічок, як «Блакитний ангел» і «Конгрес танцює» (обидва зняті у 1931), давали змогу  створювати «престижні кінострічки», які не приносили великого прибутку.
У гітлерівській Німеччині УФА добилася абсолютної монополії в усіх галузях кінопромисловості і знаходилася під контролем міністра пропаганди Йозефа Геббельса, ставши одним зі центрів кіноіндустрії Третього рейху. Під контролем нової влади на студії знімаються переважно розважальні стрічки, а також пропагандистські фільми про «нову Німеччину».

## Післявоєнний період
З 1946 до 1992 року на території студії знаходилася ДЕФА.

## Найвідоміші фільми від 1920 до 1940 років
Період з 1920-х до 1940-х років став для УФА «золотим віком» у кіно. У цей період компанія зробила значний внесок в історію німецького кінематографу. Серед найвідоміших стрічок студії тих років:
- 1922 — Доктор Мабузе, гравець / Dr. Mabuse, der Spieler (реж. Фріц Ланг)
- 1924 — Нібелунги / Die Nibelungen (реж. Фріц Ланг)
- 1927 — Метрополіс / Metropolis (реж. Фріц Ланг)
- 1930 — Блакитний ангел / Der blaue Engel (реж. Джозеф фон Штернберг)
- 1930 — Троє з бензоколонки / Die Drei von der Tankstelle (реж. Вільгельм Тіле)
- 1930 — Грабіжники / Einbrecher (реж. Ганс Шварц)
- 1931 — Конгрес танцює / Der Kongreß tanzt (реж. Ерік Чарелл)
- 1931 — Людина, що шукає свого убивцю / Der Mann, der seinen Mörder sucht (реж. Роберт Сьодмак)
- 1931 — Бомби над Монте-Карло / Bomben auf Monte Carlo (реж. Ганс Шварц)
- 1931 — Моя дружина, ошуканка / Meine Frau, die Hochstaplerin (реж. Курт Геррон)
- 1933 — Я та імператриця / Ich und die Kaiserin (реж. Фрідріх Голандер)
- 1935 — Тріумф волі / Triumph des Willens (реж. Лені Ріфеншталь)
- 1937 — Людина, яка була Шерлоком Холмсом / Der Mann, der Sherlock Holmes war (реж. Карл Гартль)
- 1938 — Мелодія, що відлунала / Verklungene Melodie (реж. Віктор Туржанський)
- 1941 — Жінки все ж кращі дипломати / Frauen sind doch bessere Diplomaten (реж. Георг Якобі; перший у Німеччині кольоровий повнометражний художній фільм)
- 1943 — Мюнхгаузен / Münchhausen (реж. Йозеф фон Бакі; художній кольоровий фільм, знятий до 25-ї річниці УФА)
- 1944 — Пунш з паленого цукру / Die Feuerzangenbowle (реж. Гельмут Вайс)
- 1944 — Дівчина моєї мрії — / Die Frau Meiner Träume (реж. Георг Якобі)
- 1945 — Кольберг / Kolberg (реж. Файт Харлан; монументальний пропагандистський фільм незадовго до падіння Третього Рейху)
- 1946 — Під мостами / Unter den Brücken (реж. Гельмут Койтнер)